# Matej Baluch
Matej Baluch (16 de octubre de 2000) es un deportista de Eslovaquia que compite en atletismo. Ganó una medalla de bronce en el Campeonato Europeo de Atletismo Sub-20 de 2019, en la prueba de 400 m vallas.